# لال‌بهادرنگر
شهر لال‌بهادرنگر (به انگلیسی: Lalbahadur Nagar) با جمعیت ۳۹۸٫۸۴۰ نفر در ایالت آندرا پرادش در کشور هند واقع شده‌است.